# Tu es cuit, mon poulet !
Pour plus de détails, voir Fiche technique et Distribution.
Tu es cuit, mon poulet ! (All Fowled Up) est un court métrage d'animation de la série Looney Tunes réalisé par Robert McKimson qui met en scène Charlie le coq et Hennery le faucon. Le court métrage a été diffusé pour la première fois le 19 février 1955.

## Fiche technique
- Réalisation : Robert McKimson
- Scénario : Charles McKimson et Sid Marcus
- Production : Warner Bros. Cartoons
- Musique originale : Carl Stalling
- Montage : Treg Brown
- Format : 35 mm, ratio 1.37 :1, couleur Technicolor, mono
- Durée : 6 minutes
- Pays de production :  États-Unis
- Langue : anglais
- Genre : animation
- Distribution : 
  - 1955 : Warner Bros. Pictures cinéma
  - 2010 : Warner Home Video DVD
- Date de sortie : 
  - États-Unis : 19 février 1955

## Distribution
- Charlie le coq, George P. Dog et Hennery le faucon
- VO par Mel Blanc (voix)